# Hvozdnice u Davle

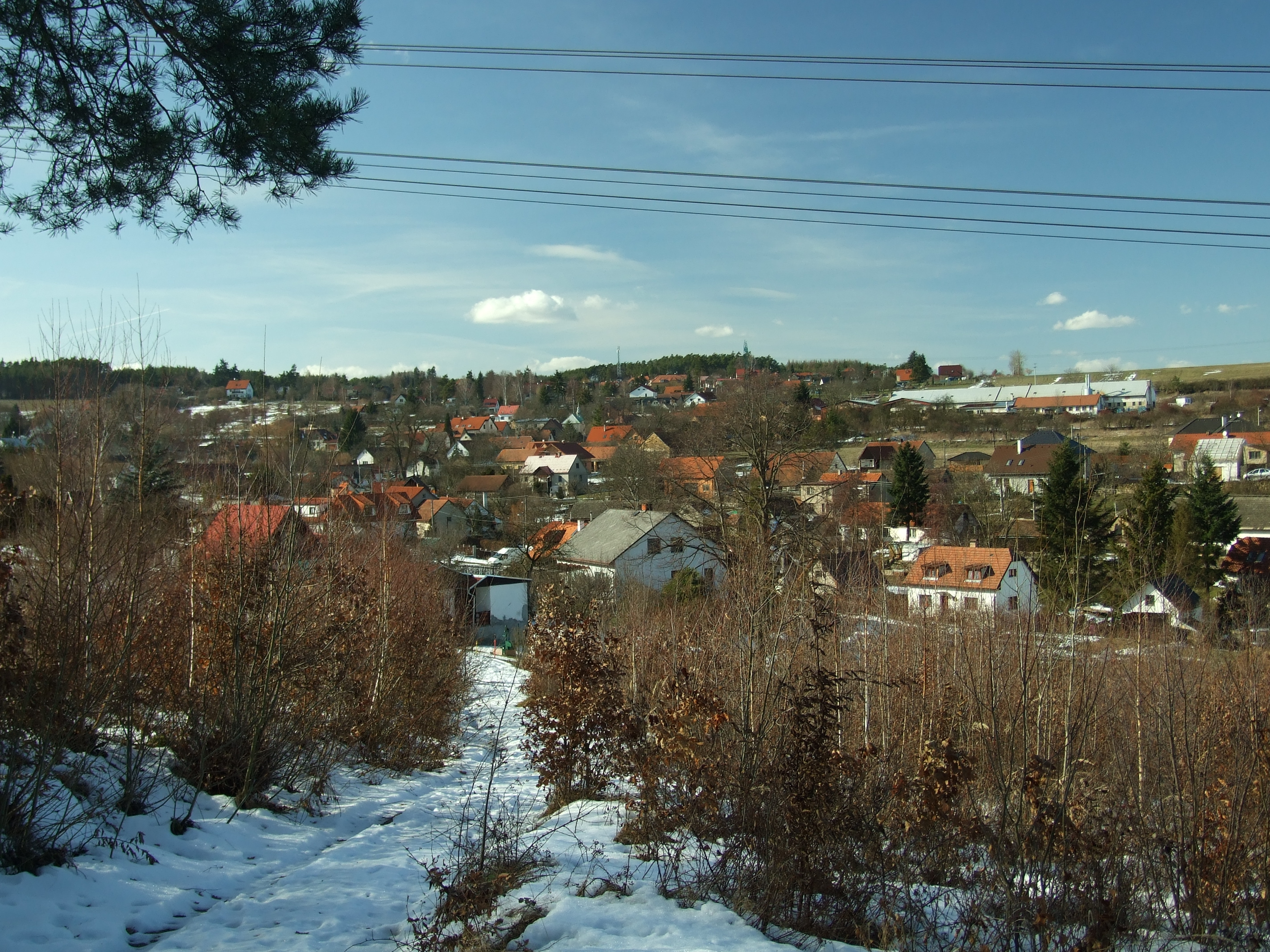
Blick von Süden auf Hvozdnice

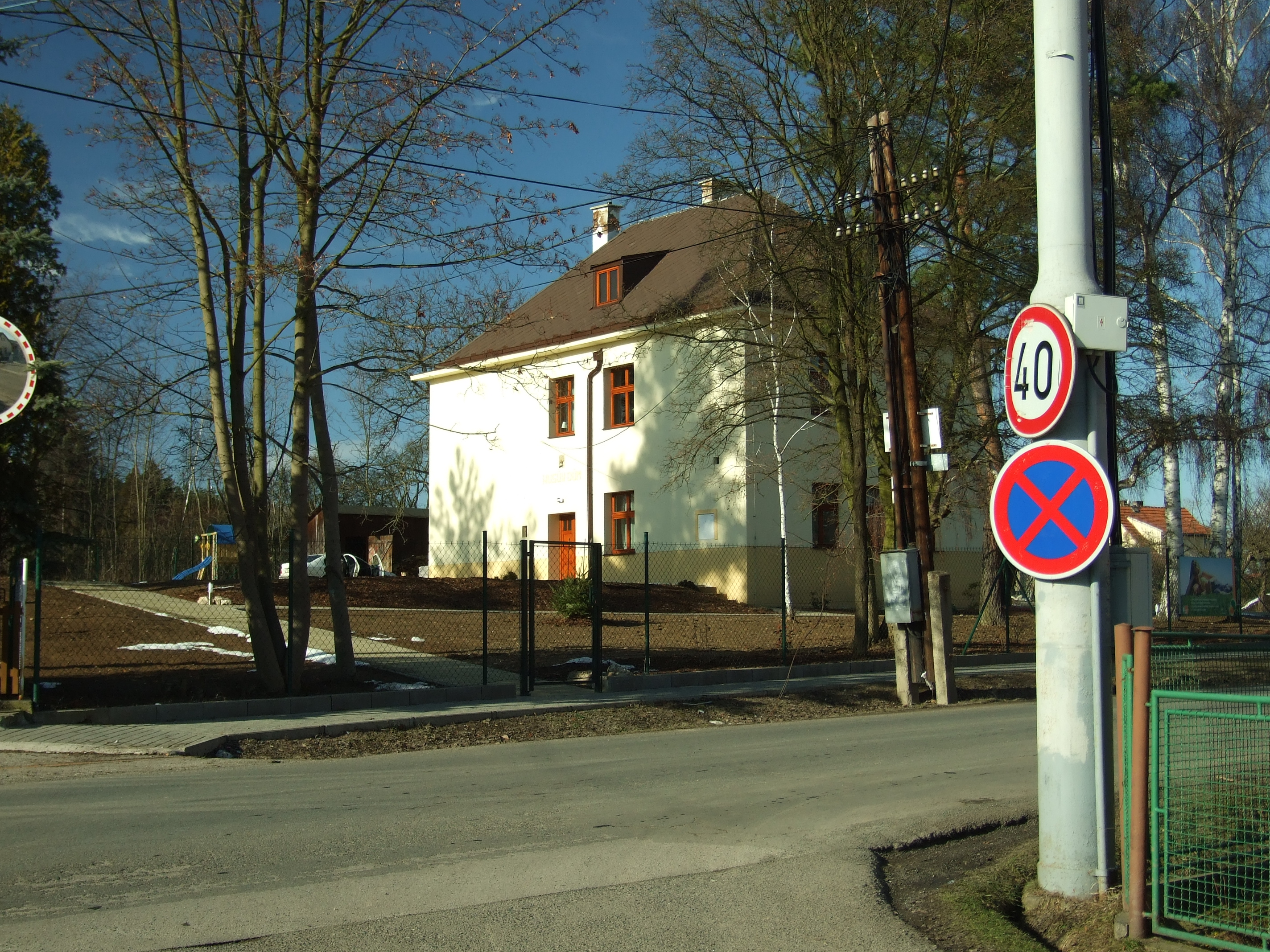
Husův dům

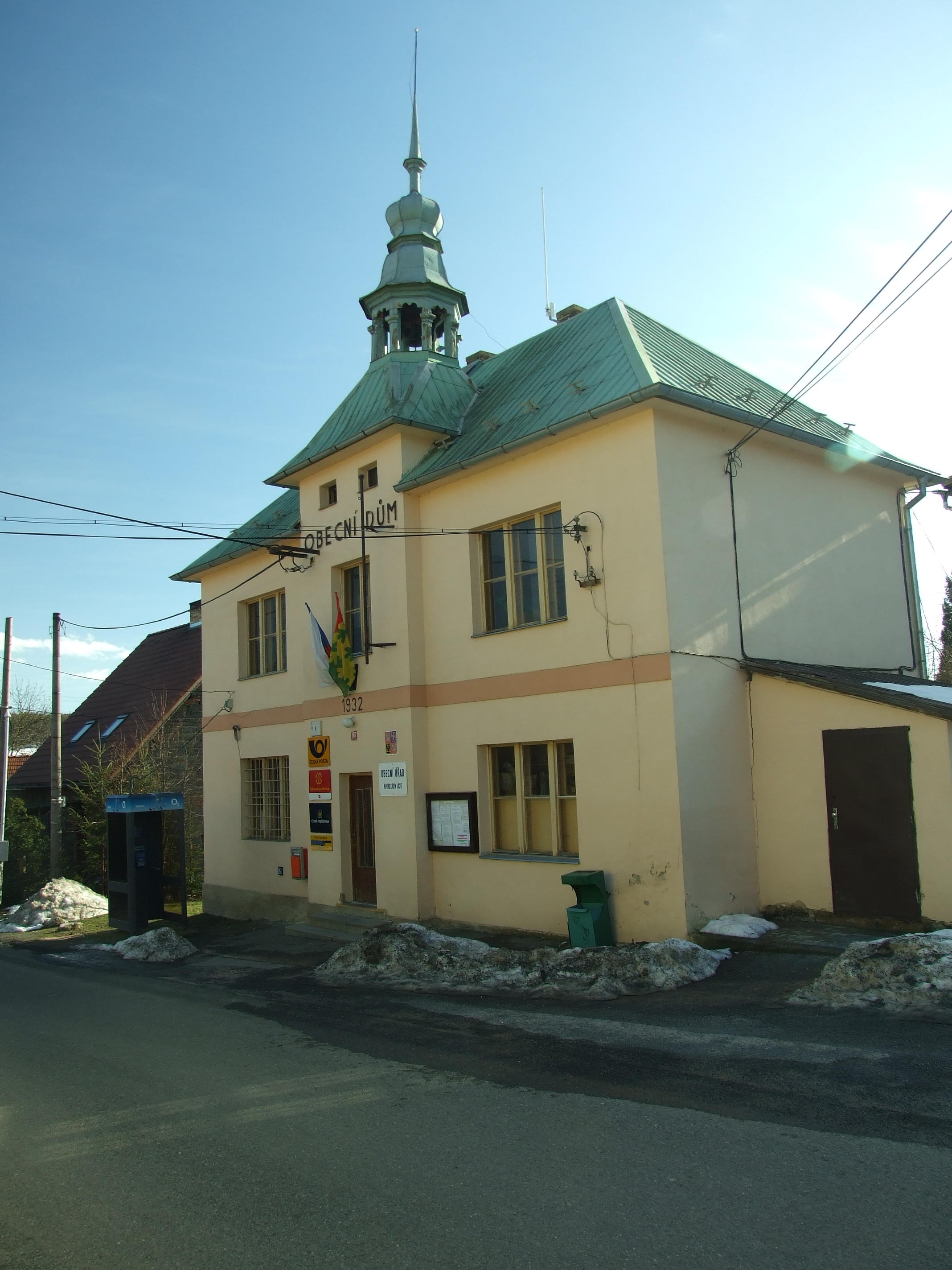
Gemeindeamt

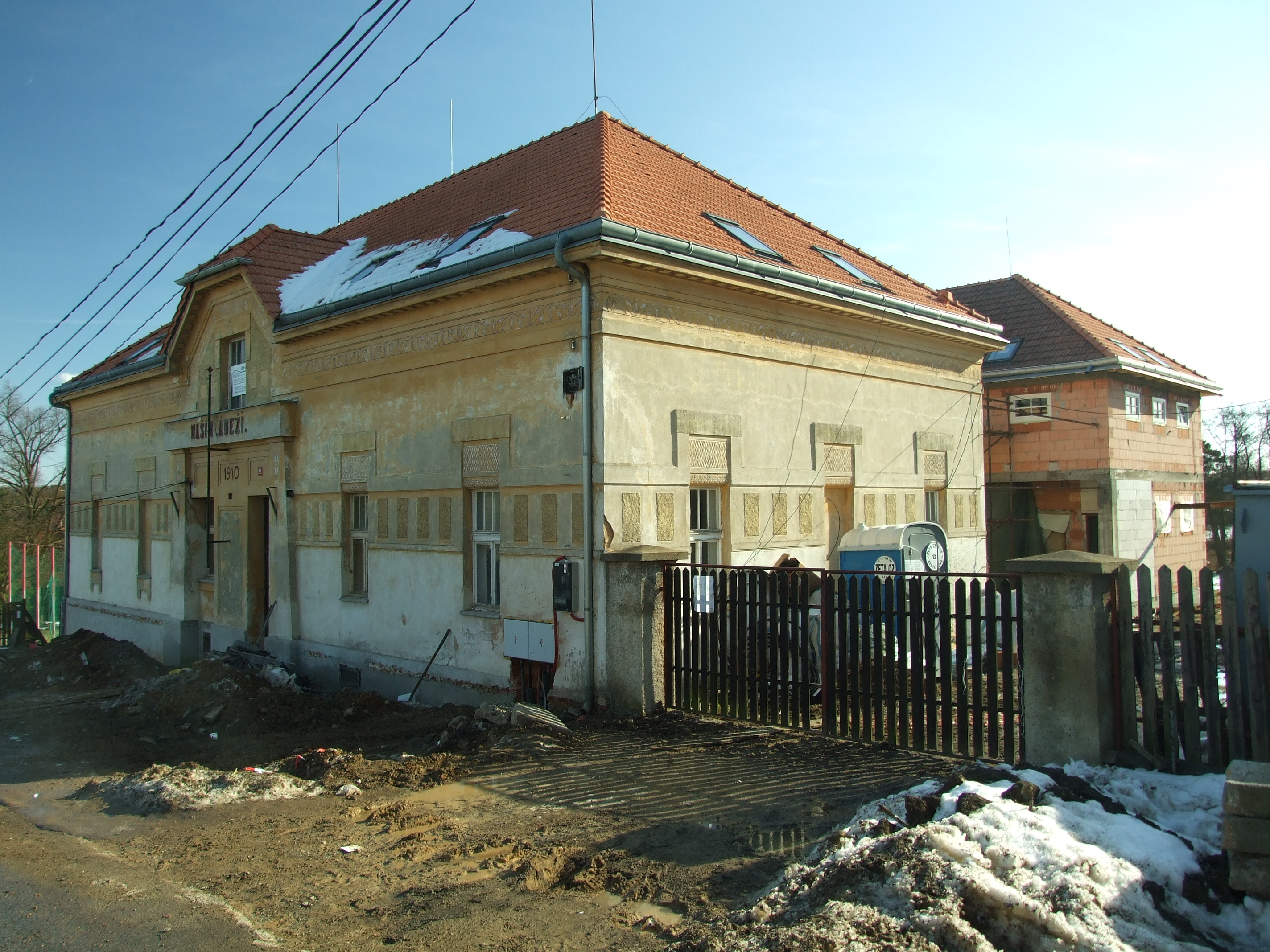
Alte Schule

Hvozdnice (deutsch Wosnitz) ist eine Gemeinde in Tschechien. Sie liegt 24 Kilometer südlich des Stadtzentrums von Prag und gehört zum Okres Praha-západ.

## Geographie
Hvozdnice befindet sich auf einem Höhenzug zwischen den Tälern der Moldau und Bojovský potok im Norden der Středočeská pahorkatina. Im Dorf entspringt der Moldauzufluss Hvozdnický potok. Gegen Nordosten liegen die Moldauinsel St. Kilian mit den Resten des Klosters Ostrov sowie die Einmündung der Sázava in die Moldau. Im Norden erhebt sich der Suchý vrch (381 m), südöstlich der Žižkův vrch (382 m), im Süden die Chlumka (406 m), südwestlich der Horní vrch (439 m) und der Velký Budín (422 m), im Westen die Babka (397 m) sowie nordwestlich der Řeřichový vrch (363 m). Westlich verläuft im Tal des Bojovský potok die Bahnstrecke Dobříš–Praha-Modřany; zur nächsten Bahnstation Bojov besteht lediglich eine fußläufige Verbindung.
Nachbarorte sind Trnová, Masojídka und Sloup im Norden, Davle, Svatý Kilián, Sázava und Chlomek im Nordosten, Mandát und Hradištko im Osten, Šlemín, Rajchardov und Hvozdy im Südosten, Masečín und Bojanovice im Süden, Čisovice im Südwesten, Bojov und Vandrlice im Westen sowie Čtvrt Svatopluka Čecha, Líšnice, Spálený Mlýn und Klínec im Nordwesten.

## Geschichte
Es wird angenommen, dass die Gegend im 10. Jahrhundert zum Herrschaftsgebiet der Slavnikiden gehörte und der Burg Osseca bei Zbraslav unterstand. Nach dem Sturz der Slavnikiden bemächtigten sich im Jahre 995 die Přemysliden deren Besitzungen.
Die erste schriftliche Erwähnung von Hvozdnice erfolgte im Jahre 999 durch Herzog Boleslav II. in der Gründungsurkunde des Benediktinerklosters Insula als eines der 31 Klosterdörfer. Die Köhlersiedlung Hvozdnice versorgte das Kloster mit Holzkohle. 1131 ließen die Benediktiner über dem Moldautal gegenüber dem Kloster die Kirche des hl. Kilian errichten. Bei einer Ausmessung der Klosterdörfer in der Mitte des 13. Jahrhunderts umfasste Hvozdnice eine Fläche von 488 Zahon (Beete). Seit 1275 unterstand Hvozdnice als Teil des Podbrdský kraj der Administration der Herren von Benešov. Im Jahre 1278 fielen während der Machtkämpfe nach dem Tode Ottokar II. Přemysls brandenburgische Truppen Ottos IV. mordend in die Gegend ein und plünderten das Kloster und dessen 24 umliegende Dörfer. Die Hungersnot von 1282 ließ die Gegend veröden. Mit dem Aussterben der Přemysliden setzte erneut ein Kampf um die Macht in Böhmen ein, dabei wurde Hvozdnice 1309, wie die ganze Gegend zwischen Zbraslav und Slapy durch bayerische Truppen verwüstet. Papst Clemens V. bestätigte dem Kloster 1310 in einer Bulle den alten Besitz, darunter auch Hvozdnice. Im klösterlichen Urbar von 1388 sind für Hvozdnice 14 untertänige Anwesen, darunter ein Zweieinhalbhüfner, ein Zweihüfner, zwei Anderthalbhüfner und fünf Halbhüfner aufgeführt. Nach dem Ausbruch der Hussitenkriege besetzten die Truppen der Aufständischen 1420 Hvozdnice und beschossen vom heute als Žižkův vrch bezeichneten Hügel aus mit Steinbüchsen (Houfnice) das Kloster. Am 14. August 1420 eroberten, plünderten und zerstörten die vom Priester Václav Koranda angeführten Hussiten das Kloster. 1421 bemächtigte sich Jakoubek von Řitka der Dörfer Bojanovice, Davle, Hvozdnice, Slapy, Sloup und Zahořany. König Sigismund überließ Jakoubek von Řitka Hvozdnice im Jahre 1436 erblich. Das Kloster Insula erholte sich nie wieder. 1517 verließen die letzten Benediktiner das ruinöse Kloster und übersiedelten in das Tochterkloster St. Johann unter dem Felsen. Durch das Moldauhochwasser von 1529 wurde das verlassene Kloster Insula gänzlich zerstört. Der Dreißigjährige Krieg führte zur Verödung des Dorfes, in der berní rula wurden 1651 für Hvozdnice lediglich sieben bewirtschaftete Anwesen aufgeführt. Das Dorf bestand aus 33 Häusern, in denen 19 Erwachsene lebten. Der Abt des Klosters St. Johann unter dem Felsen Matthäus Ferdinand Sobek von Bilenberg kaufte Hvozdnice 1657 zusammen mit weiteren Dörfern von der Familie von Řitka zurück. 1713 brach in der Gegend die Pest aus, eine weitere Epidemie folgte in den Jahren 1771 bis 1773. Die Klostergüter fielen nach der Aufhebung des Klosters St. Johann unter dem Felsen 1785 dem Religionsfonds zu. Am 3. Jänner 1825 ersteigerte Karl Korb Ritter von Weidenheim (Karel Bedřich Srb) das Gut Davle mit allem Zubehör und vereinigte es mit dem zugleich erworbenen Gut Slapy zur Herrschaft Slapy. Im Jahre 1845 bestand das im Berauner Kreis gelegene Dorf Hwoznitz, auch Woznitz bzw. Wosnitz aus 39 Häusern mit 292 Einwohnern, darunter einer jüdischen Familie. Pfarrort war St. Kilian (Svatý Kilián). Bis zur Mitte des 19. Jahrhunderts blieb Hwoznitz dem an die Herrschaft Schlapp angeschlossenen Gut Dawle untertänig.
Nach der Aufhebung der Patrimonialherrschaften bildete Hvozdnice ab 1850 eine Gemeinde im  Gerichtsbezirk Zbraslav. Ab 1868 gehörte die Gemeinde zum Bezirk Smichow. Im Jahre 1891 erwarb Friedrich Graf von Westphalen zu Fürstenberg den Großgrundbesitz. Am 4. Juni 1895 wurde die Freiwillige Feuerwehr gegründet. 1910 nahm in Hvozdnice eine zweiklassige Dorfschule den Unterricht auf, zuvor waren die Kinder nach Davle eingeschult. 1917 verkaufte Theobald von Westphalen zu Fürstenberg das Gut Sloup an Jan und Václav Matysov aus Nové Hraštice und das Gut Slapy an Bohumil Bondy. Im Jahre 1918 bestand die Einwohnerschaft von Hvozdnice noch aus 200 Katholiken. Die 1920 gegründete Böhmische Brüdergemeinde erfuhr einen fulminanten Aufschwung. 1923 entstand in Hvozdnice eine Predigtstation der Evangelischen Kirche der Böhmischen Brüder, diese wurde 1929 zur Pfarre erhoben. 1927 wurde die Gemeinde dem Okres Praha-venkov zugeordnet. Im Jahre 1932 hatte Hvozdnice 479 Einwohner. Nach Annexion der Sudetengebiete durch das Deutsche Reich siedelten sich in Hvozdnice einige tschechische Familien aus den besetzten Grenzgebieten an. Einen weiteren Bevölkerungszuwachs erfuhr das Dorf ab 1941 durch den Zuzug Vertriebener aus dem Gebiet des SS-Truppenübungsplatzes Böhmen. Dadurch erreichte Hvozdnice im Jahre 1943 mit 666 Einwohnern die höchste Einwohnerzahl in der Geschichte des Dorfes. Auf der Babka wurde 1940 ein hölzerner Triangulationsturm errichtet, der nur wenige Jahre bestand; das morsche Bauwerk fiel bereits zu Beginn der 1950er Jahre zusammen. Ab 1942 gehörte Hvozdnice zum Okres Praha-venkov-jih. Nach dem Ende des Zweiten Weltkrieges wurden aus Hvozdnice sieben deutsche Einwohner vertrieben, 26 Familien übersiedelten 1946 in die Grenzgebiete. Beim Zensus von 1948 hatte Hvozdnice nur noch 510 Einwohner. 1949 wurde es dem Okres Praha-jih zugewiesen und 1955 an den Linienbusverkehr angeschlossen. Im selben Jahre ging in Mníšek pod Brdy eine Aufbereitungsanlage für minderwertiges Eisenerz in Betrieb, deren Flugasche sich auch auf Hvozdnice niederschlug. Seit 1960 gehört Hvozdnice zum Okres Praha-západ. Mit der Stilllegung des Betriebes in Mníšek verbesserte sich ab 1967 die Lebenssituation in Hvozdnice wieder. Die Schule wurde im September 1986 wegen zu geringer Schülerzahl geschlossen. Beim Zensus von 2001 lebten in dem Dorf 304 Einwohner. Im Jahre 2010 eröffnete im ehemaligen Schulhaus ein Kindergarten.

## Gemeindegliederung
Für die Gemeinde Hvozdnice sind keine Ortsteile ausgewiesen.

## Sehenswürdigkeiten
- Grundmauern des Klosters Ostrov auf der Insel des hl. Kilian
- Kirche des hl. Kilian in Kilián. Das 1131 errichtete ursprünglich romanische Bauwerk wurde 1352 im gotischen Stil umgebaut. 1692 brannte die Kirche aus und wurde 1775 wieder aufgebaut.
- Husův dům, das Bethaus der Böhmischen Brüdergemeinde, wurde 1924 errichtet
- Mehrere Europäische Eiben, Hvozdnice ist einer von 25 Standorten dieser Art in Tschechien

## Persönlichkeiten
- Svatopluk Karásek (1942–2020), Pfarrer, Liedermacher und späterer Politiker, lebte während seiner Studienzeit von 1968 bis 1971 in Hvozdnice